# Chandauli (Distrikt)
Der Distrikt Chandauli (Hindi: चंदौली जिला, Urdu ضلع چندولی) ist ein Distrikt des indischen Bundesstaats Uttar Pradesh. Verwaltungszentrum ist die namensgebende Stadt Chandauli, die größte Stadt ist Mughalsarai.

## Geografie

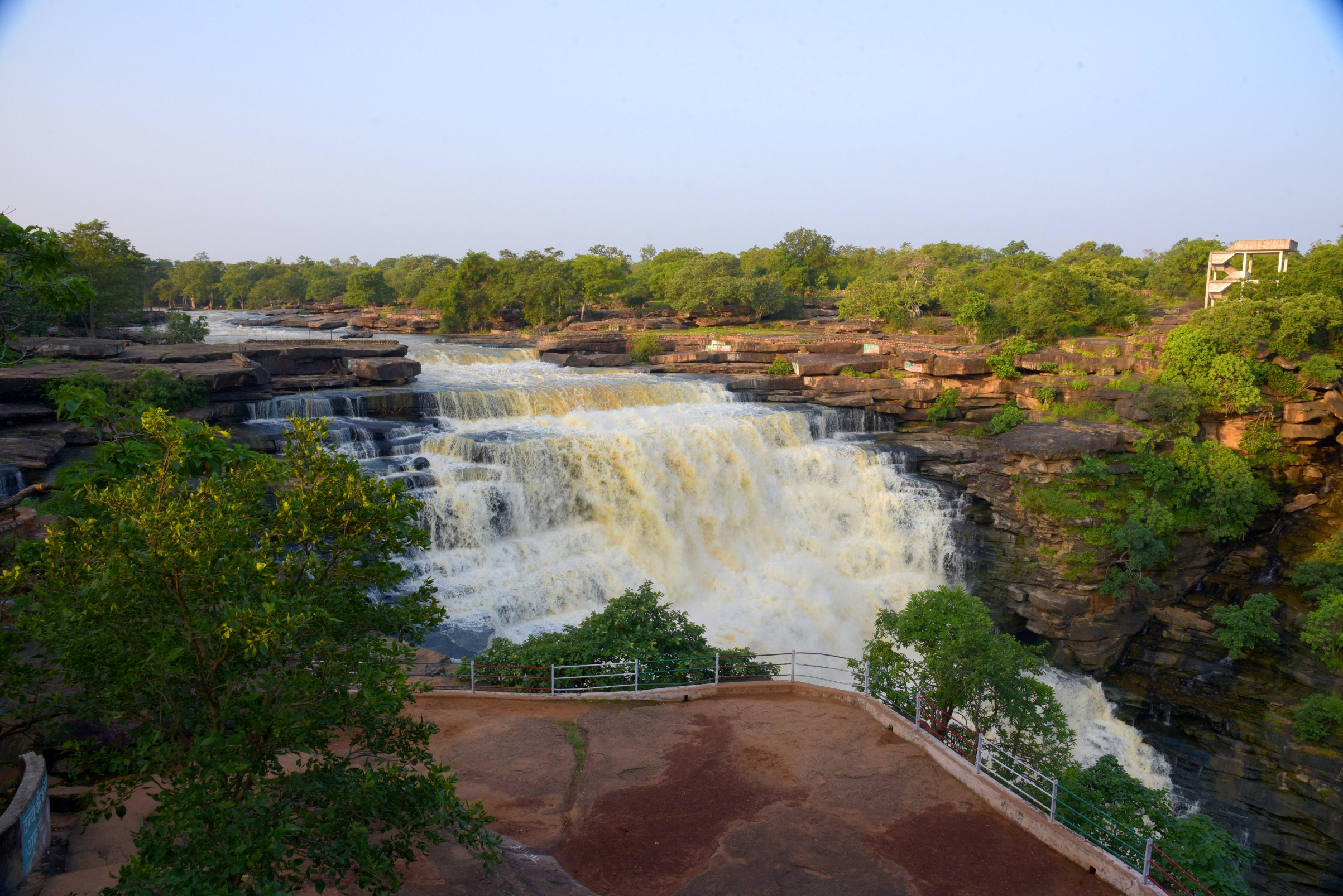
Devdari-Wasserfall, eine Natursehenswürdigkeit im Chandra Prabha-Tierschutzgebiet

Der Distrikt Chandauli liegt im Osten Uttar Pradeshs an der Grenze zum Nachbarbundesstaat Bihar und gehört zur Division Varanasi und zur historischen Region Purvanchal. Nachbardistrikte sind Sonbhadra im Süden, Mirzapur und Varanasi im Westen, Ghazipur im Norden (alle Uttar Pradesh) sowie Kaimur (Bihar) im Osten.
Die Fläche des Distrikts Chandauli beträgt 2541 km². Der Ganges, größter Strom Indiens und heiliger Fluss der Hindus, bildet die Nordgrenze des Distrikts. Der nördliche Teil des Distriktgebiets gehört zur flachen und intensiv landwirtschaftlich genutzten Gangesebene, nach Süden hin steigt das Terrain zum Vindhya-Plateau hin an und stellt sich als bewaldetes Hügelland dar.

## Verwaltungsgliederung
Der Distrikt Chandauli ist in die drei Tehsils Chandauli, Sakaldeeha und Chakiya unterteilt.

## Geschichte
Das Gebiet des heutigen Distrikts Chandauli kam Ende des 18. Jahrhunderts unter britische Herrschaft. Während der britischen Kolonialzeit war die nördliche Hälfte des heutigen Distriktgebiets Teil des Distrikts Benares (Varanasi), der südliche Teil gehörte zu den Ländereien des Maharajas von Benares und war zunächst Teil des Distrikts Mirzapur. 1911 erhielten die Besitzungen des Maharajas den Status des Fürstenstaats Benares. Dieser bestand aus zwei Exklaven westlich und südöstlich der Stadt Varanasi, deren östliche im Gebiet des heutigen Distrikts Chandauli lag. Nach der indischen Unabhängigkeit wurde der Fürstenstaat Benares in den Distrikt Varanasi eingegliedert. 1997 löste sich Chandauli als eigenständiger Distrikt aus dem Distrikt Varanasi.

## Bevölkerung
Nach der indischen Volkszählung 2011 hat der Distrikt Chandauli 1.952.756 Einwohner. Zwischen 2001 und 2011 wuchs die Einwohnerzahl um 19 Prozent und damit etwas langsamer als im Mittel Uttar Pradeshs (20,1 Prozent). Die Bevölkerungsdichte liegt mit 768 Einwohnern pro km² etwas unter dem Durchschnitt des Bundesstaates (829 Einwohner pro km²). Dabei ist der Distrikt stark ländlich geprägt: Nur zwölf Prozent der Einwohner leben in Städten (der Mittelwert Uttar Pradeshs beträgt 22 Prozent). Die Alphabetisierungsrate liegt mit 71 Prozent über dem Mittelwert Uttar Pradeshs (68 Prozent), aber etwas unter dem gesamtindischen Durchschnitt (73 Prozent).
Unter den Einwohnern des Distrikts stellen nach der Volkszählung 2001 Hindus mit 90 Prozent eine große Mehrheit. Daneben gibt es eine muslimische Minderheit von zehn Prozent.

## Städte
| Stadt                       | Einwohner (2001) |
| --------------------------- | ---------------- |
| Chakia                      | 13.667           |
| Chandauli                   | 20.071           |
| Dulhipur                    | 7.744            |
| Mughalsarai                 | 88.386           |
| Mughalsarai Rly. Settlement | 27.860           |
| Saiyad Raja                 | 15.695           |